# Cajazeiras
Cajazeiras é um município brasileiro, oitavo mais populoso do estado da Paraíba, Região Nordeste do país. Pertence à Região Geográfica Intermediária de Sousa-Cajazeiras e à Região Geográfica Imediata de Cajazeiras e está distante 475 quilômetros da capital do estado, João Pessoa. Emancipado de Sousa em 1863, o nome do município faz referência à Fazenda das Cajazeiras, fundada por Luiz Gomes de Albuquerque no século XVIII e doada posteriormente a uma de suas filhas, Ana Francisca de Albuquerque, após o seu casamento com Vital de Souza Rolim. Desta união matrimonial nasceria, dentre os filhos, Inácio de Sousa Rolim, fundador de um colégio de salesianos, por onde estudaram várias personalidades, entre elas o Padre Cícero. Por isso, Cajazeiras possui a alcunha de A terra que ensinou a Paraíba a ler.

## História

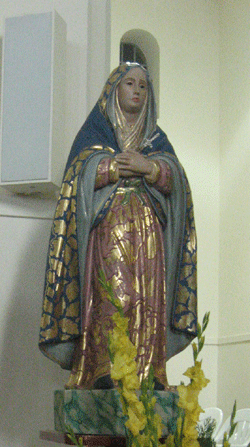
A primitiva imagem de Nossa Senhora da Piedade, que pertenceu à mãe do Padre Rolim

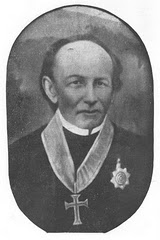
Padre Inácio de Sousa Rolim, fundador do colégio de salesianos que deu origem a Cajazeiras

Segundo relatos de documentos antigos, datados do século XVIII, as terras localizadas à margem da Lagoa de São Francisco foram, por meio de uma sesmaria, cedidas aos proprietários Francisco Gomes Brito e José Rodrigues da Fonseca pelo governador da capitania da Paraíba, Luiz Antônio Lemos Brito. Treze anos mais tarde, em 7 de fevereiro de 1767, José Jerônimo de Melo, outro governador da capitania, doou parte dessas terras para o pernambucano Luiz Gomes de Albuquerque, que mais tarde fundou a Fazenda Cajazeiras.
Essa fazenda foi doada pelo seu fundador a uma de suas filhas, Ana Francisca de Albuquerque, após o seu casamento com Vital de Souza Rolim, membro de uma família tradicional cearense vinda de Jaguaribe. Com a doação, o local tornou-se uma grande fazenda de gado. Em 1804, próximo ao sítio, foi construída A Casa Grande da Fazenda (uma residência) e o Açude Grande (que servia para abastecer a população local, bem como para a criação de animais).
Da união matrimonial entre Ana e Vital, surgiria o pioneiro da história de Cajazeiras, Inácio de Sousa Rolim, nascido no Sítio Serrote em 22 de agosto de 1800 e ordenado como sacerdote no Palácio Episcopal de Olinda, em Pernambuco, em setembro de 1825. Quase quatro anos depois, em 1829, o padre Rolim funda a "Escolinha de Serraria", que tem ligação direta com a fundação da cidade. Essa pequena escola começou a crescer a partir de 1833, atraindo estudantes locais e de outras regiões. Em 1836, Ana de Albuquerque funda uma capela, dedicada à sua devoção, Nossa Senhora da Piedade, atual Igreja Matriz Nossa Senhora de Fátima. Posteriormente, a Escolinha de Serraria, que havia sido construída em uma casa feita de madeira, mudou-se para uma nova casa, agora feita de alvenaria.
Em 1843, o padre Rolim muda-se para seu sítio de origem, onde ainda residiam seus progenitores, e funda um colégio de salesianos (hoje Colégio Nossa Senhora de Lourdes), que viria a atrair vários estudantes e até mesmo personalidades, entre elas o Padre Cícero Romão Batista, vindo do Crato, Ceará. Além dele, outras personalidades também estudaram lá e passam a residir nas imediações do colégio, sendo, por isso, o motivo pelo qual Cajazeiras é referida como "A terra que ensinou a Paraíba a ler". Essas residências deram origem a uma cidade, que viria a se chamar "Cajazeiras", em referência à antiga fazenda de mesmo nome, fundada por Luiz Gomes de Albuquerque e onde estavam plantadas várias cajazeiras (Spondias lutea), árvore da família das anacardiáceas que fornece como fruto o cajá.
Segundo o historiador cajazeirense Deusdedit Leitão, nos anos de 1844 e 1845, o povoado de Cajazeiras já vinha ganhando espaço no jogo político da Paraíba, com a eleição do bacharel Manoel de Sousa Rolim como deputado provincial. Em 29 de agosto de 1859, através da lei provincial n° 5, Cajazeiras torna-se um distrito, pertencente ao município de Sousa. Em 23 de novembro de 1863, a lei provincial nº 92, sancionada pelo governador Francisco de Araújo Lima, eleva o distrito à categoria de vila e o desmembra de Sousa, tornando-se um novo município da Paraíba (na época província da Paraíba do Norte). Em 20 de junho de 1864, ocorreu a instalação do governo municipal, que foi assumido pelo vereador e presidente da Câmara, o sacerdote e vigário paroquial José Tomaz de Albuquerque. Finalmente, em 10 de julho de 1876, através da lei provincial nº 616, a vila é elevada à condição de cidade. Em 1885, Cajazeiras viu seu território encolher com o desmembramento do distrito de São José de Piranhas, elevado à categoria de município.
Em 6 de fevereiro de 1914, pela bula Maius Catholicae Religionis Incrementum, do Papa Pio X, é criada a Diocese de Cajazeiras, desmembrada da Diocese de Paraíba que, no mesmo instante, tornou-se arquidiocese. A Igreja Matriz de Nossa Senhora da Piedade tornou-se a catedral da nova diocese, cujo primeiro bispo, Dom Moisés Sizenando Coelho, tomou posse em 29 de junho de 2015 e permaneceu até 1932, quando foi transferido para João Pessoa, após ser nomeado arcebispo-coadjutor da Arquidiocese da Paraíba. Ainda em 1915, ano de uma das secas mais graves da história do Nordeste, foram iniciadas as obras de ampliação do Açude Grande, entregues em 16 de novembro de 1916.
Nos anos 1920, dois fatos notórios na história de Cajazeiras foram a inauguração do transporte ferroviário, em 1922 e a chegada da energia elétrica em 1923. Em 9 de setembro de 1935, ocorreria a primeira eleição municipal, sendo eleito o candidato Joaquim Gonçalves de Matos Rolim, que assumiu a prefeitura em 14 de dezembro do mesmo ano e ficou no cargo até 10 de dezembro de 1937, quando renunciou, ficando no lugar o seu filho Celso Matos Rolim. Já em 31 de janeiro de 1937, ao lado do palácio episcopal, o bispo diocesano Dom João da Mata lança a pedra fundamental para a construção de uma nova catedral, que teria suas obras encerradas somente em 1959, após várias paralisações por falta de recursos. Mesmo antes da conclusão das obras, em 1957, a sé episcopal é transferida para a nova catedral, enquanto a igreja primitiva tornou-se sede da recém-criada Paróquia Nossa Senhora de Fátima.
Antes, em 1948, o dia de nascimento do padre Rolim, 22 de agosto, torna-se feriado municipal. Em 1954, a fazenda onde residiu o Padre Rolim com sua família é demolida, dando lugar ao Cajazeiras Tênis Clube, o que gerou protestos por parte da população local. Na década seguinte, por leis estaduais, são desmembrados do território cajazeirense os distritos de Cachoeira dos Índios e Bom Jesus, que se tornaram novos municípios. Em 1978, foi criado o distrito de Catolé dos Gonçalves, que nunca fora instalado, e em 1979 o distrito de Divinópolis.
Em 2003, o Instituto do Patrimônio Histórico e Artístico do Estado da Paraíba (IPHAEP) delimitou o Centro Histórico de Cajazeiras, homologado pelo decreto estadual 25 140, de 28 de junho de 2004, no qual foram tombados doze imóveis, que passaram a integrar o patrimônio histórico e cultural da Paraíba.

## Geografia
De acordo com a divisão do Instituto Brasileiro de Geografia e Estatística (IBGE) vigente desde 2017, o município pertence à região geográfica imediata de Cajazeiras, inserida dentro da região geográfica intermediária de Sousa-Cajazeiras. Antes, com a divisão em microrregiões e mesorregiões que vigorava desde 1989, Cajazeiras fazia parte da microrregião homônima, que por sua vez estava incluída na mesorregião do Sertão Paraibano. Está a 475 km da capital estadual, João Pessoa, e a 1 994 km da capital federal, Brasília.
A área territorial de Cajazeiras é de 562,703 km² (0,9965% da superfície estadual), dos quais 14,3025 km² constituem a área urbana, formada pelo Centro mais vinte bairros. Limita-se com São João do Rio do Peixe (a norte e a leste), Nazarezinho (a sudeste), São José de Piranhas (a sul), Cachoeira dos Índios, Bom Jesus (ambos a oeste) e Santa Helena (a noroeste), além de Barro, no Ceará (sudoeste).
O relevo de Cajazeiras possui a predominância de superfícies aplainadas com eventuais elevações residuais alongadas, caracterizando a Depressão Sertaneja. A altitude mínima é de 245,91 m e a máxima de 746,24 m na Serra do Vital, no limite com São José de Piranhas. Predominam os solos bruno não cálcico e o latossolo (do tipo vermelho amarelo), existindo uma pequena área de vertissolo a nordeste. Esses solos, formados em sua maioria pela desagregação e decomposição das rochas do embasamento cristalino, são cobertos por uma vegetação xerófila, de pequeno porte, a caatinga, cujas espécies perdem suas folhas na estação seca. Cajazeiras possui duas unidades de conservação, ambas criadas por lei municipal, que são a Área de Proteção Ambiental Rosilda Cartaxo (criado em 29 de setembro de 2006) e o Parque Ecológico do Distrito de Engenheiro Ávidos (29 de agosto de 1997).
Todo o território cajazeirense está inserido na sub-bacia hidrográfica do Rio do Peixe, que por sua vez faz parte da bacia do Rio Piranhas–Açu. Os principais reservatórios são o Açude Engenheiro Ávidos e a Lagoa do Arroz, ambos entre os dez maiores da Paraíba, com capacidades para 293 617 376 m³ e 80 388 537 m³, respectivamente. Outros cursos de água são os açudes Cajazeiras, Descanso e Escurinho e os riachos do Amaro, da Caiçara, do Cipó, das Marimbas, do Meio, dos Mirandas, Papa Mel e Terra Molhada.
Estando localizado dentro do Polígono das Secas, Cajazeiras possui clima semiárido (do tipo Bsh segundo Köppen), com temperaturas elevadas durante o dia, principalmente nos meses mais secos, e mais amenas no período noturno, e chuvas concentradas em poucos meses. De acordo com dados da Agência Executiva de Gestão das Águas do Estado da Paraíba (AESA), desde que teve início o monitoramento pluviométrico na cidade, em dezembro de 1910, o maior acumulado de chuva em 24 horas atingiu 174 mm em 30 de março de 2000. O mês mais chuvoso da série histórica é março de 1940, com 713,4 mm.
| Dados climatológicos para Cajazeiras                                                                     | Dados climatológicos para Cajazeiras | Dados climatológicos para Cajazeiras | Dados climatológicos para Cajazeiras | Dados climatológicos para Cajazeiras | Dados climatológicos para Cajazeiras | Dados climatológicos para Cajazeiras | Dados climatológicos para Cajazeiras | Dados climatológicos para Cajazeiras | Dados climatológicos para Cajazeiras | Dados climatológicos para Cajazeiras | Dados climatológicos para Cajazeiras | Dados climatológicos para Cajazeiras | Dados climatológicos para Cajazeiras |
| Mês | Jan                                  | Fev                                  | Mar                                  | Abr                                  | Mai                                  | Jun                                  | Jul                                  | Ago                                  | Set                                  | Out                                  | Nov                                  | Dez                                  | Ano                                  |
| --- | ------------------------------------ | ------------------------------------ | ------------------------------------ | ------------------------------------ | ------------------------------------ | ------------------------------------ | ------------------------------------ | ------------------------------------ | ------------------------------------ | ------------------------------------ | ------------------------------------ | ------------------------------------ | ------------------------------------ |
| Temperatura máxima recorde (°C)                                                                          | 37,1                                 | 37,1                                 | 34,8                                 | 35,4                                 | 34,2                                 | 34,7                                 | 36,4                                 | 37,7                                 | 38,3                                 | 38,7                                 | 38                                   | 38,1                                 | 38,3                                 |
| Temperatura mínima recorde (°C)                                                                          | 21,6                                 | 19,9                                 | 20,8                                 | 21                                   | 19,6                                 | 17,9                                 | 17,1                                 | 18,1                                 | 19,3                                 | 21,6                                 | 22,3                                 | 20,5                                 | 17,1                                 |
| Precipitação (mm)                                                                                        | 136,9                                | 183,7                                | 254                                  | 184,9                                | 82,4                                 | 33,9                                 | 15,6                                 | 4,4                                  | 4,2                                  | 12,5                                 | 17,3                                 | 45                                   | 974,8                                |
| Fonte: AESA (recordes de temperatura: 13/07/2023-presente; precipitação: Atlas Pluviométrico da Paraíba) |                                      |                                      |                                      |                                      |                                      |                                      |                                      |                                      |                                      |                                      |                                      |                                      |                                      |

| Dados climatológicos para Cajazeiras (Engenheiro Ávidos) | Dados climatológicos para Cajazeiras (Engenheiro Ávidos) | Dados climatológicos para Cajazeiras (Engenheiro Ávidos) | Dados climatológicos para Cajazeiras (Engenheiro Ávidos) | Dados climatológicos para Cajazeiras (Engenheiro Ávidos) | Dados climatológicos para Cajazeiras (Engenheiro Ávidos) | Dados climatológicos para Cajazeiras (Engenheiro Ávidos) | Dados climatológicos para Cajazeiras (Engenheiro Ávidos) | Dados climatológicos para Cajazeiras (Engenheiro Ávidos) | Dados climatológicos para Cajazeiras (Engenheiro Ávidos) | Dados climatológicos para Cajazeiras (Engenheiro Ávidos) | Dados climatológicos para Cajazeiras (Engenheiro Ávidos) | Dados climatológicos para Cajazeiras (Engenheiro Ávidos) | Dados climatológicos para Cajazeiras (Engenheiro Ávidos) |
| Mês                                                      | Jan                                                      | Fev                                                      | Mar                                                      | Abr                                                      | Mai                                                      | Jun                                                      | Jul                                                      | Ago                                                      | Set                                                      | Out                                                      | Nov                                                      | Dez                                                      | Ano                                                      |
| -------------------------------------------------------- | -------------------------------------------------------- | -------------------------------------------------------- | -------------------------------------------------------- | -------------------------------------------------------- | -------------------------------------------------------- | -------------------------------------------------------- | -------------------------------------------------------- | -------------------------------------------------------- | -------------------------------------------------------- | -------------------------------------------------------- | -------------------------------------------------------- | -------------------------------------------------------- | -------------------------------------------------------- |
| Precipitação (mm)                                        | 134,4                                                    | 167,2                                                    | 224                                                      | 166,8                                                    | 71,1                                                     | 27,2                                                     | 13,2                                                     | 3,3                                                      | 2,8                                                      | 14,2                                                     | 17,7                                                     | 42,8                                                     | 884,7                                                    |
| Fonte: Atlas pluviométrico da Paraíba                    |                                                          |                                                          |                                                          |                                                          |                                                          |                                                          |                                                          |                                                          |                                                          |                                                          |                                                          |                                                          |                                                          |

| Dados climatológicos para Cajazeiras (Lagoa do Arroz) | Dados climatológicos para Cajazeiras (Lagoa do Arroz) | Dados climatológicos para Cajazeiras (Lagoa do Arroz) | Dados climatológicos para Cajazeiras (Lagoa do Arroz) | Dados climatológicos para Cajazeiras (Lagoa do Arroz) | Dados climatológicos para Cajazeiras (Lagoa do Arroz) | Dados climatológicos para Cajazeiras (Lagoa do Arroz) | Dados climatológicos para Cajazeiras (Lagoa do Arroz) | Dados climatológicos para Cajazeiras (Lagoa do Arroz) | Dados climatológicos para Cajazeiras (Lagoa do Arroz) | Dados climatológicos para Cajazeiras (Lagoa do Arroz) | Dados climatológicos para Cajazeiras (Lagoa do Arroz) | Dados climatológicos para Cajazeiras (Lagoa do Arroz) | Dados climatológicos para Cajazeiras (Lagoa do Arroz) |
| Mês                                                   | Jan                                                   | Fev                                                   | Mar                                                   | Abr                                                   | Mai                                                   | Jun                                                   | Jul                                                   | Ago                                                   | Set                                                   | Out                                                   | Nov                                                   | Dez                                                   | Ano                                                   |
| ----------------------------------------------------- | ----------------------------------------------------- | ----------------------------------------------------- | ----------------------------------------------------- | ----------------------------------------------------- | ----------------------------------------------------- | ----------------------------------------------------- | ----------------------------------------------------- | ----------------------------------------------------- | ----------------------------------------------------- | ----------------------------------------------------- | ----------------------------------------------------- | ----------------------------------------------------- | ----------------------------------------------------- |
| Precipitação (mm)                                     | 121,7                                                 | 160                                                   | 239,6                                                 | 170,9                                                 | 79,2                                                  | 28,4                                                  | 15,4                                                  | 5                                                     | 3,5                                                   | 12,2                                                  | 16,6                                                  | 40,4                                                  | 892,9                                                 |
| Fonte: Atlas pluviométrico da Paraíba                 |                                                       |                                                       |                                                       |                                                       |                                                       |                                                       |                                                       |                                                       |                                                       |                                                       |                                                       |                                                       |                                                       |

## Demografia
Com 58 446 habitantes em 2010, Cajazeiras era o sétimo município mais populoso da Paraíba naquele ano, caindo para a oitava posição no censo de 2022, ano em que a população era de 63 239 pessoas. A densidade demográfica era de 112,38 hab./km² e a razão de sexo de 93,29, com 51,74% da população do sexo feminino e 48,26% do sexo masculino. Ao mesmo tempo, 83,2% dos habitantes viviam na zona urbana e 16,8% na zona rural.
| Distribuição populacional (2022) | Distribuição populacional (2022) | Distribuição populacional (2022) |
| Distrito                         | População total                  | % do total                       |
| -------------------------------- | -------------------------------- | -------------------------------- |
| Cajazeiras                       | 58 372                           | 92,30                            |
| Engenheiro Ávidos                | 3 599                            | 5,69                             |
| Divinópolis                      | 1 268                            | 2,01                             |
| Total                            | 63 239                           | 100                              |

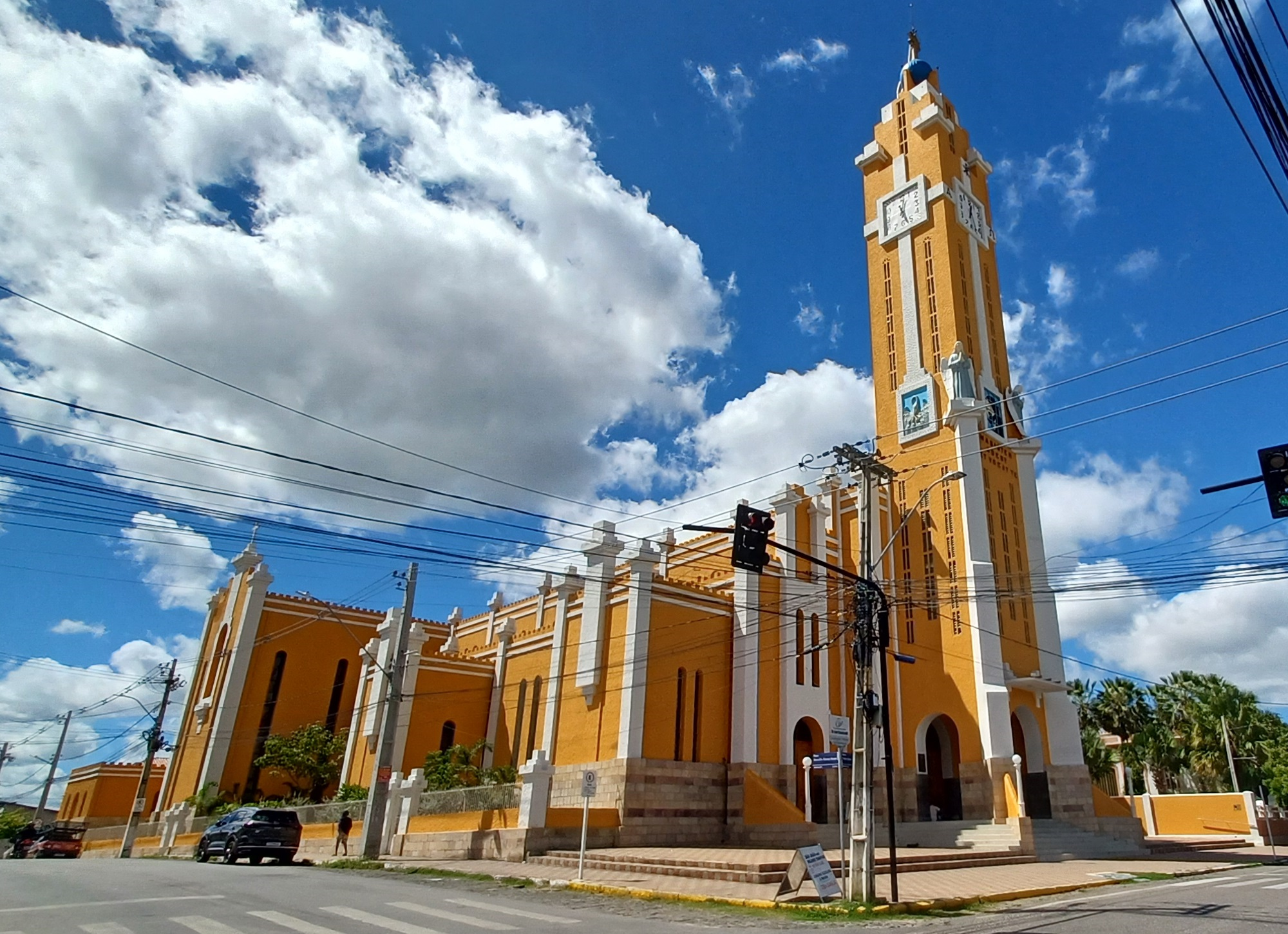
Catedral de Nossa Senhora da Piedade, sé episcopal da Diocese de Cajazeiras

Em relação à cor ou raça, mais da metade (52,5%) da população era parda, 40,08% branca, 7,29% preta, 0,07% amarela e 0,05% indígena. Ainda segundo o mesmo censo, 79,89% dos habitantes acima dos dez anos se declararam católicos, 12,05% evangélicos, 0,56% espíritas e 0,47% umbandistas e candomblecistas; outros 5% não tinham religião e 0,09% não declararam; outras denominações, 1,95%.
O Índice de Desenvolvimento Humano (IDH-M) do município é considerado médio, de acordo com dados do Programa das Nações Unidas para o Desenvolvimento. Segundo dados divulgados em 2013, com dados relativos a 2010, seu valor era 0,679, sendo o sétimo maior da Paraíba e o 2 462° do Brasil. Considerando-se apenas o índice de longevidade, seu valor é de 0,815, o valor do índice de renda é de 0,668 e o de educação 0,574. Em 2010, 77,8% da população vivia acima da linha de pobreza, 12,7% encontrava-se entre as linhas de indigência e de pobreza e 9,5% estava abaixo da linha de pobreza. No mesmo ano, a participação dos 20% da população mais rica da cidade no rendimento total municipal era de 59,84%, valor quase 21 vezes superior à dos 20% mais pobres, que era de 2,86%, sendo o índice de Gini, que mede a desigualdade social, igual a 0,56.

## Política

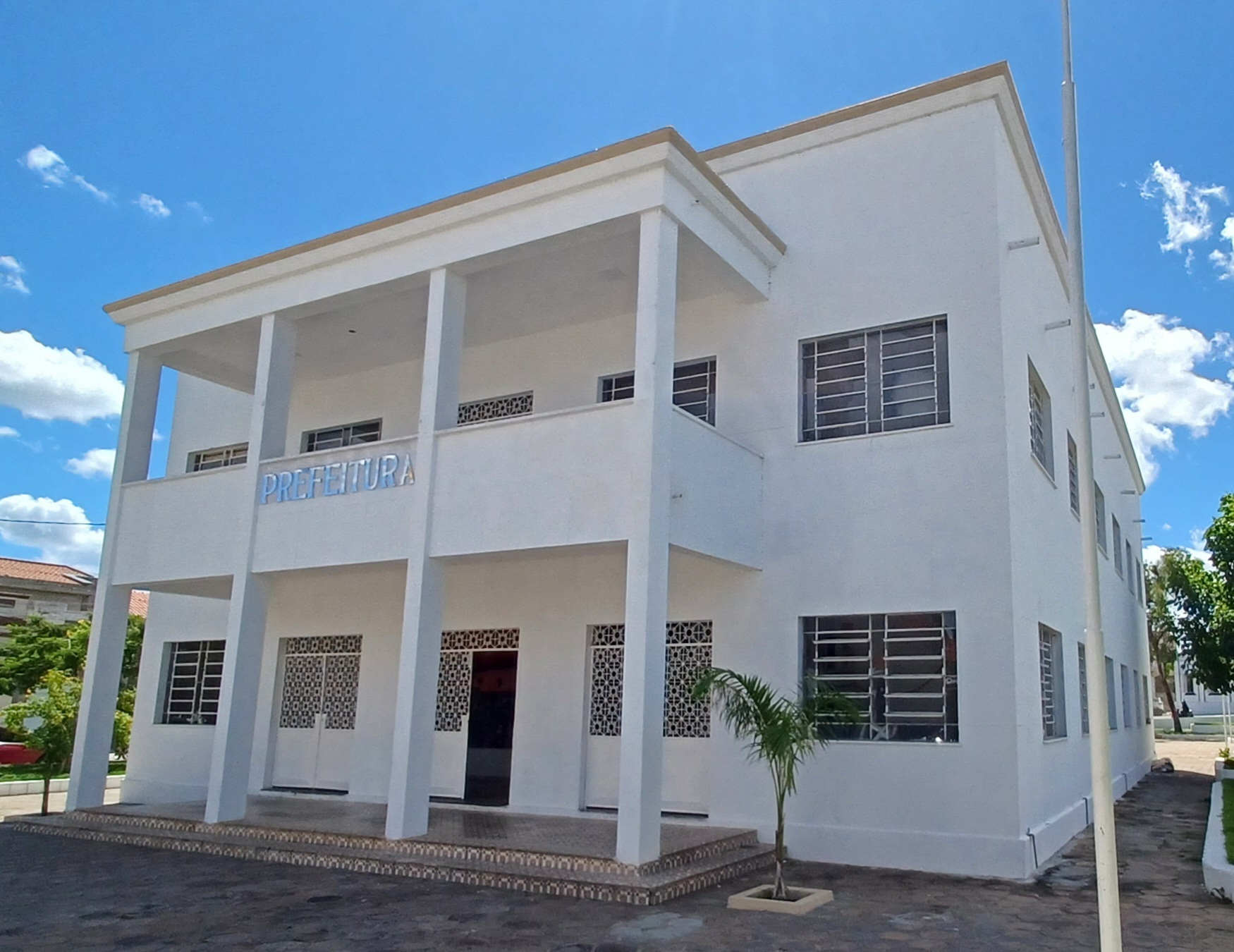
Sede da prefeitura de Cajazeiras

De acordo com a atual lei orgânica do município de Cajazeiras, promulgada em 4 de abril de 1990 e atualizada por emendas posteriores, a administração municipal se dá por dois poderes, independentes e harmônicos entre si: o executivo e o legislativo. O prefeito é o representante do poder executivo e é auxiliado seu gabinete de secretários, nomeados livremente por ele. O poder legislativo é exercido pela Câmara Municipal de Cajazeiras, formada por quinze vereadores e com sede na Casa Otacílio Jurema. Cabe à casa elaborar e votar leis fundamentais à administração e ao executivo, especialmente o orçamento municipal.
Existem também alguns conselhos municipais em atividade: Acompanhamento e Controle Social do FUNDEB, Alimentação Escolar, Assistência Social, Cultura, Direitos da Criança e do Adolescente, Direitos da Mulher, Direitos da Pessoa Idosa, Direitos da Pessoa com Deficiência, Direito LGBT, Educação, Habitação, Igualdade Racial, Meio Ambiente, Preservação do Patrimônio, Saúde, Segurança Alimentar, Transporte, Transporte Escolar e Tutelar. Cajazeiras possui uma comarca do poder judiciário estadual, de segunda entrância, com sede no Fórum Promotor Ferreira Júnior, cujos termos são Bom Jesus e Cachoeira dos Índios. Segundo o Tribunal Superior Eleitoral (TSE), Cajazeiras possuía, em dezembro de 2020, 44 253 eleitores (1,495% do total do eleitorado da Paraíba), divididos em duas zonas eleitorais (42ª e 68ª).

## Economia

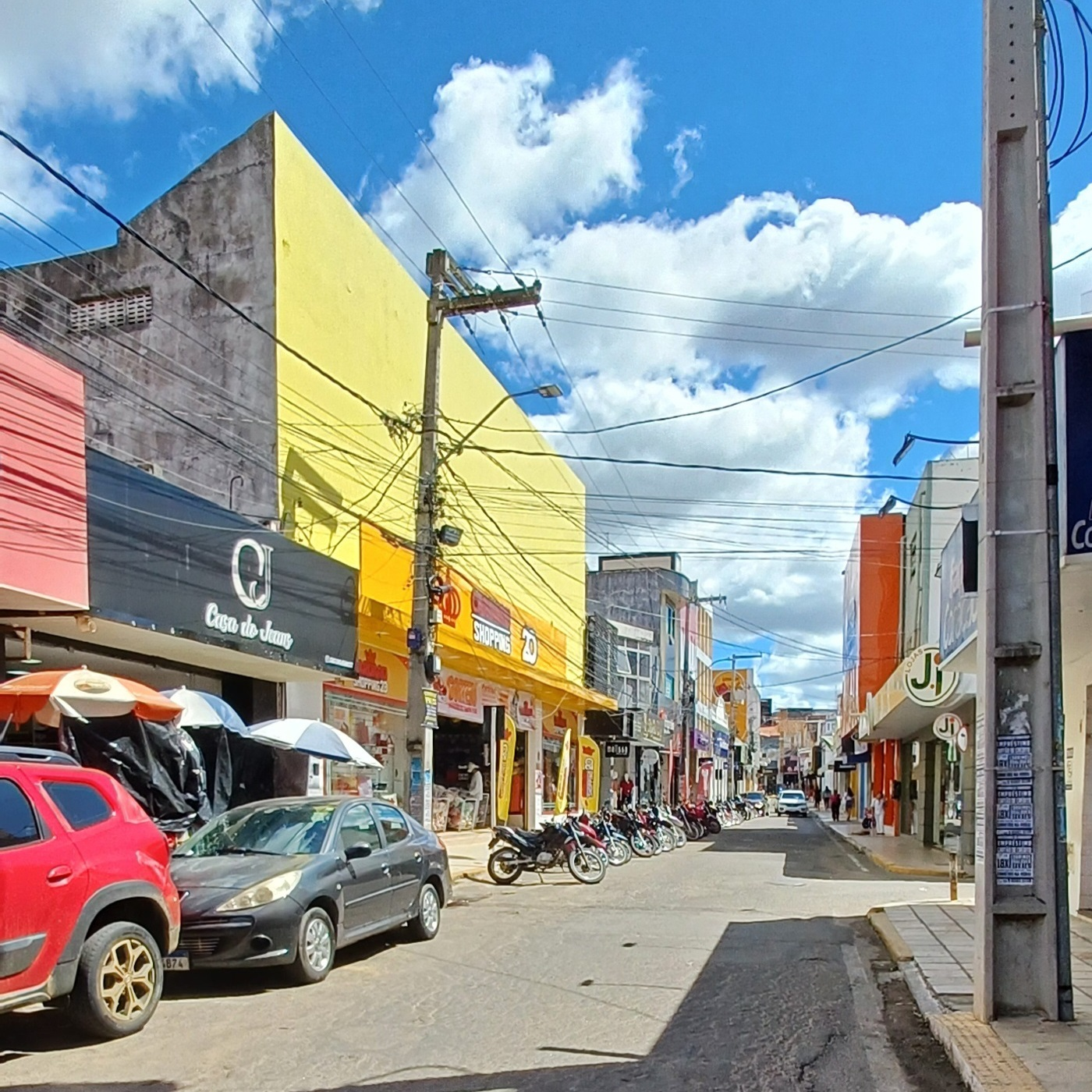
Empreendimentos comerciais na Rua Coronel Juvêncio Carneiro

Conforme dados de 2011, o Produto Interno Bruto (PIB) de Cajazeiras era de R$ 531 715 mil, sendo R$ 7 043 mil do setor primário, R$ 73 016 mil do setor secundário, R$ 384 088 do setor terciário e 67 568 mil de impostos sobre produtos líquidos de subsídios a preços correntes e o PIB per capita era de R$ 9 043,69. 61,94% da população maior de dezoito anos era economicamente ativa, enquanto que a taxa de desocupação era de 6,36% (2010).
Na agricultura, Cajazeiras produziu, na lavoura permanente de 2012, 240 toneladas de banana (em cacho), 125 toneladas de goiaba e doze toneladas de manga. Na lavoura temporária do mesmo ano foram produzidas duzentas toneladas de cana de açúcar. Na pecuária, Cajazeiras possuía 20 160 galináceos (galos, frangas, frangos e pintos), 10 060 bovinos, 6 148 galinhas, 1 873 ovinos, 1 470 suínos, 718 caprinos, 214 equinos, 198 muares e 140 asininos. Também foram produzidos 26 mil dúzias de ovos de galinha, 1 981 mil litros de leite de 2 640 vacas ordenhadas e 1 280 quilos de mel de abelha,
Cajazeiras conta com um distrito industrial, localizado a três quilômetros da zona urbana, cobrindo 21,39 hectares de área e possuindo treze empreendimentos. As indústrias mais abundantes são a alimentícia, a de construção civil e a têxtil, além das indústrias de couro, fiação, sucata, tinta e tecelagem. No extrativismo vegetal de 2012 produziram-se 780 metros cúbicos de lenha e dez toneladas de carvão. Em 2010, 16,87% do pessoal ocupado acima de dezoito anos trabalhava no setor industrial, sendo 8,31% na construção civil, 6,98% na indústria de transformação, 1,1% nos serviços de utilidade pública e 0,48% na indústria extrativa.
No setor terciário, 40,33% da população ocupada trabalhavam no setor de serviços e 21,46% no comércio (2010). Em 2012, Cajazeiras possuía 1 473 unidades locais, sendo 1 416 delas atuantes e 16 453 trabalhadores, sendo 9 061 do tipo pessoal ocupado total e 7 392 do tipo ocupado assalariado. Salários juntamente com outras remunerações somavam 87 040 mil reais e o salário médio mensal dos trabalhadores era de 1,6 salários mínimos.

## Infraestrutura

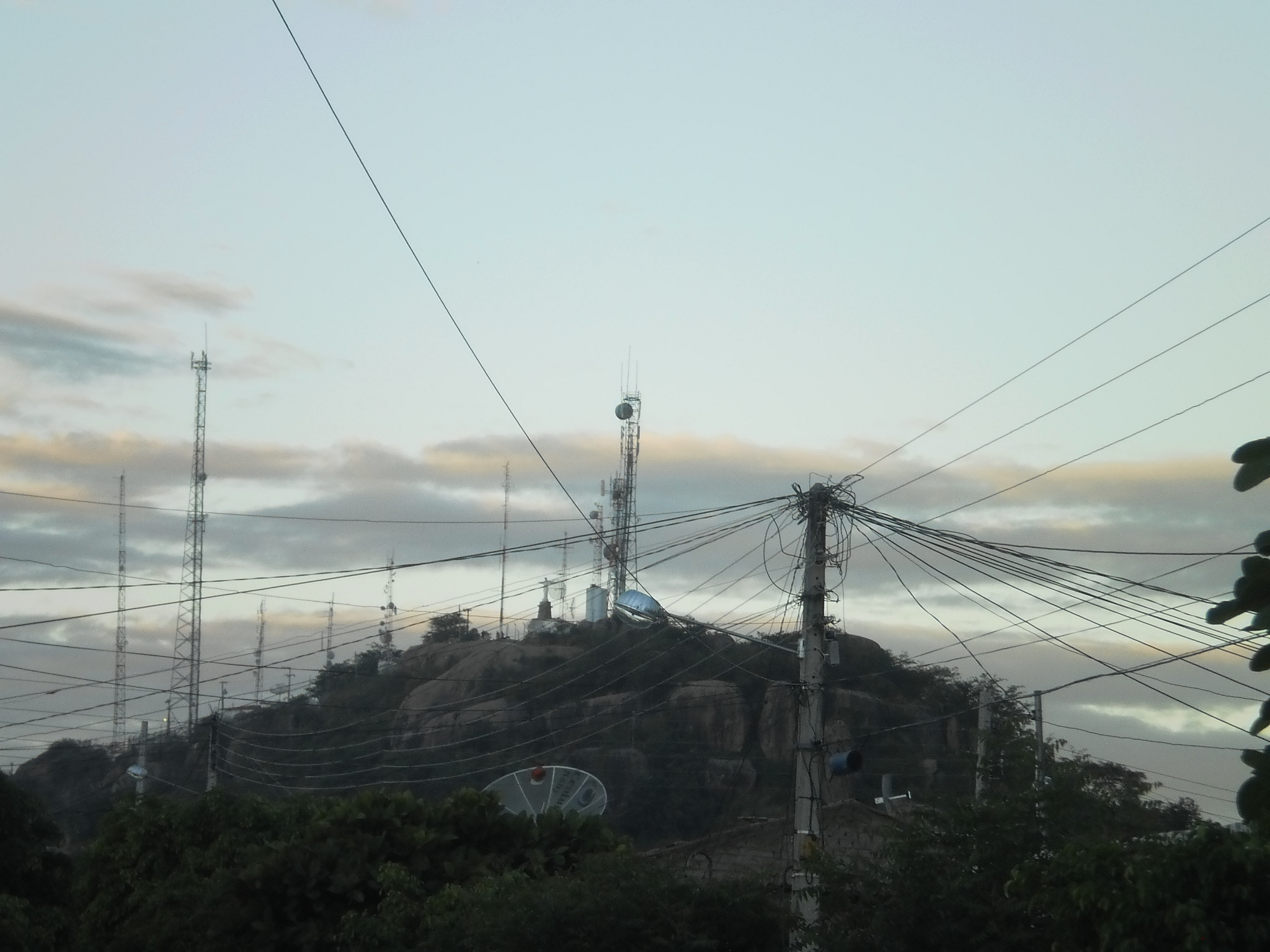
Torres de telecomunicações no Morro do Cristo Redentor.

A responsável pelos serviços de abastecimento de água e de saneamento básico em Cajazeiras é realizada pela Companhia de Água e Esgotos da Paraíba (CAGEPA), do qual o município é sede da Regional Alto Piranhas, que atende em dezenove localidades da Paraíba. 14 017 domicílios eram abastecidos pela rede geral (81,12%); 908 através de poços ou nascentes dentro da propriedade (5,25%); 925 por meio de poços ou nascentes fora da propriedade (5,64%); 679 por meio de rios, açudes, lagos e/ou igarapés (3,93%) e 700 de outras maneiras (4,05%).
O fornecimento de energia elétrica é feito pelo Grupo Energisa. A voltagem da rede é de 220 volts. Dos 17 279 domicílios, 17 151 possuíam energia elétrica (99,26%) sendo 17 122 da companhia distribuidora e 29 de outras fontes. Os serviços de Internet e TV por Assinatura são oferecidas por alguns provedores como a Netline Telecom, ADDLink e a AtualNet. O lixo era coletado em 13 664 domicílios, entre os quais 11 913 por meio de serviço de limpeza (68,94%) e 1 751 por meio de caçambas (10,13%).
O código de discagem direta a distância do município é 083 e o Código de Endereçamento Postal é 58900-000. Existem algumas emissoras de rádio sediadas no município, entre elas a Rádio Alto Piranhas (650 AM), a Rádio Arapuan (96.1 FM), a Rádio Boa Esperança (1210 AM), a Rádio Cidade (104.9 FM), a Rádio Difusora Cajazeiras (1070 AM), a Rádio Oeste da Paraíba (1000 AM) e a Rádio Patamuté (94,5 FM), além de alguns jornais em circulação, como o Diário do Sertão.

### Saúde
Em 2009, Cajazeiras possuía 62 estabelecimentos de saúde, sendo 31 públicos e 31 privados, com um total de 196 leitos para internação (134 públicos e 62 privados). No mesmo ano existiam 18 620 mulheres entre 10 e 49 em idade fértil, tendo uma proporção de 61,6% da população feminina em idade fértil. Cajazeiras contava em abril de 2010 com doze assistentes sociais, 24 auxiliares de enfermagem, 51 cirurgiões dentistas, 89 enfermeiros, 42 farmacêuticos, 29 fisioterapeutas, nove fonoaudiólogos, 167 médicos (entre eles sete anestesistas, doze cirurgiões gerais, 24 clínicos gerais, 22 gineco-obstetras, catorze médios de família, dezenove pediatras, quatro psiquiatras e treze radiologistas), treze nutricionistas, quinze psicólogos e 154 técnicos de enfermagem, totalizando 515 profissionais de saúde. Também em 2010 foram registradas 4 996 internações.
Cajazeiras é sede da 9ª Gerência Regional de Saúde da Paraíba, que reúne outros quatorze municípios. O Hospital Regional Dr. José de Souza Maciel foi inaugurado em 5 de junho de 1941 e atende cerca de sete mil pessoas por mês, contando com 146 leitos para internação e com os serviços de clínica médica e cirúrgica, emergência e urgência, maternidade (obstetrícia), Unidade de Terapia Intensiva (UTI) e unidade de cuidados intermediários (UCI).

### Educação
| Ensino pré-escolar | 1 575  | 108 | 54  |
| Ensino fundamental | 9 762  | 412 | 67  |
| Ensino médio       | 3 545  | 114 | 10  |
| Total              | 14 882 | 634 | 131 |

Em 2012, Cajazeiras possuía um total de 14 882 estudantes matriculados, 634 docentes e uma rede de 131 estabelecimentos de ensino. O Índice de Desenvolvimento da Educação Básica de 2011 das escolas públicas era de 3,9 para os anos iniciais (1ª à 4ª séries) e de 3,0 para os anos finais (5ª a 8 série).
De acordo com dados da amostra do censo demográfico de 2010, da população total, 17 887 habitantes frequentavam creches e/ou escolas. Desse total, 114 frequentavam creches, 728 estavam no ensino pré-escolar, 235 na classe de alfabetização, 284 na alfabetização de jovens e adultos, 9 010 no ensino fundamental, 548 na educação de jovens e adultos do ensino fundamental, 2 473 no ensino médio, 568 na educação de jovens e adultos do ensino médio, 81 na especialização de nível superior, 2 435 em cursos superiores de graduação e 17 cursavam mestrado. 40 559 pessoas não frequentavam unidades escolares, sendo que 7 110 nunca haviam frequentado e 33 449 haviam frequentado alguma vez.
No mesmo ano, 9,9% das crianças com faixa etária entre sete e quatorze anos não estavam cursando no ensino fundamental. A taxa de conclusão, entre jovens de 15 a 17 anos, era de 48,7% e o percentual de alfabetização de jovens e adolescentes entre 15 e 24 anos era de 95,8%. A distorção idade-série entre alunos do ensino fundamental, ou seja, com com idade superior à recomendada, era de 23,1% para os anos iniciais e 40,2% nos anos finais e, no ensino médio, a defasagem chegava a 39,0%. Entre as instituições de ensino superior, estão a Faculdade São Francisco da Paraíba (FASP), a Faculdade de Filosofia, Ciências e Letras de Cajazeiras (FAFIC), a Faculdade Santa Maria (FSM), a Faculdade Evilásio Formiga (FEF), o Instituto Superior de Educação de Cajazeiras (ISEC), a Universidade Federal de Campina Grande (UFCG), e o Instituto Federal da Paraíba (IFPB).

### Segurança pública
Cajazeiras apresenta uma baixa taxa de homicídios, de apenas 1,7 por cem mil habitantes em 2008, o que classificava o município na 2 760 ª posição no país e na 82ª colocação no estado. O índice de suicídios no mesmo ano era de 3,5 para cada grupo de cem mil habitantes, ficando na 1 600 º a nível federal e na trigésima a nível estadual. Ainda em 2008, a taxa de óbitos por acidentes de transporte, por grupo de 100 mil habitantes, era de 13,9, sendo na 1 653 ª colocação no Brasil e em 38º na Paraíba.
Conforme estudos do Núcleo de Análise Criminal, Cajazeiras apresentou uma redução de 29% no número de assassinatos entre 2010, ano em que foram registrados 14 assassinatos, e 2011, quando o mesmo número caiu para dez. A queda nos índices de criminalidade em Cajazeiras deve a investimentos do governo do estado na área de segurança pública, à integração das polícias e ao empoderamento dos policiais. Cajazeiras é sede do 6º Batalhão da Polícia Militar da Paraíba e da 9ª Delegacia Regional da Polícia Civil estadual. Também existe uma unidade operacional (UOp) da Polícia Rodoviária Federal, localizada na rodovia BR-230.

### Transporte
A frota municipal no ano de 2012 era de 22 063 veículos, sendo 10 168 motocicletas, 7 153 automóveis, 2 273 motonetas, 1 466 caminhonetes, 433 caminhões, 283 camionetas, 57 veículos utilitários, 50 ônibus, 48 micro-ônibus e 24 caminhões trator. Outros tipos de veículos incluíam 108 unidades.
No transporte rodoviário, Cajazeiras é cortada por três rodovias, sendo apenas uma federal (a BR-230, que começa em Cabedelo, no litoral da Paraíba, e se estende até a fronteira do Brasil com o Peru, no estado do Acre) e duas estaduais, sendo elas a PB-393, que se estende por 22 quilômetros e liga São João do Rio do Peixe até Cajazeiras, e a PB-400, que possui quase cem quilômetros de extensão e fazendo a ligação entre Cajazeiras e Conceição. Cajazeiras possui um terminal rodoviário, que está localizado no bairro Santa Cecília.
No transporte ferroviário, Cajazeiras é atravessada por uma ferrovia, cujo ramal foi inaugurado em 5 de agosto de 1926, com uma extensão de 21 quilômetros, apenas uma estação, que foi desativada junto com o ramal em 5 de março de 1971, apesar de os trens já não circularem mais desde 1967. A estação até hoje continua de pé e, com decreto estadual nº 22 082 de 2001, foi tombada pelo Instituto do Patrimônio Histórico e Artístico da Paraíba (IPHAEP), servindo, nos dias atuais, de sede para o Núcleo de Extensão Cultural UFPB/CFP/NEC. Por sua vez, no transporte aeroviário, Cajazeiras possui o Aeroporto Regional Professor Pedro Vieira Moreira, que fica próximo à BR-230, por trás do Posto da Polícia Rodoviária Federal.

## Cultura

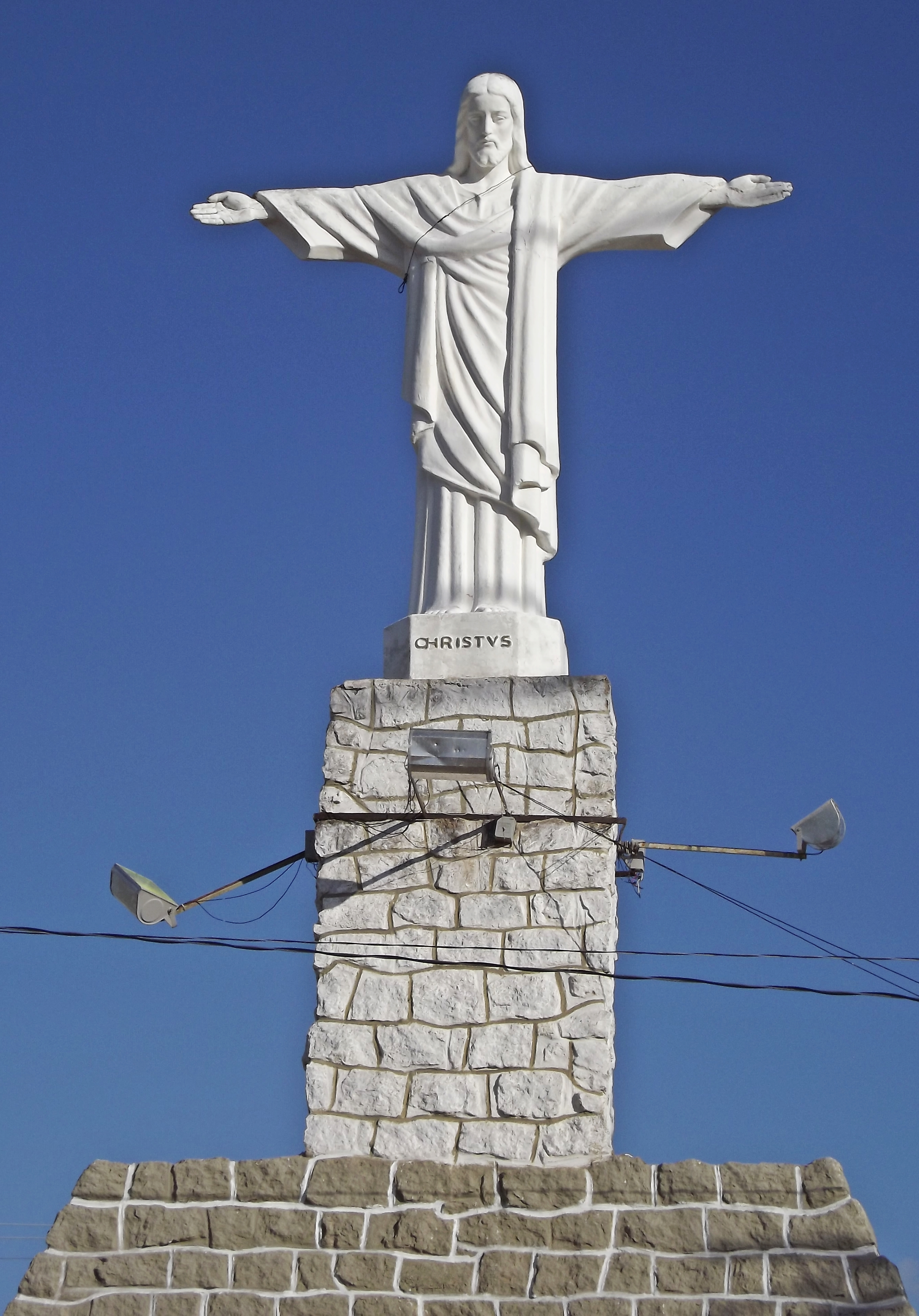
Estátua do Cristo Redentor, no morro de mesmo nome, importante atrativo turístico de Cajazeiras

Em Cajazeiras há três feriados municipais, que são os dias 29 de junho, dia dos festejos dedicados a São Pedro; 22 de agosto, data de aniversário do padre Rolim e 15 de setembro, dia da padroeira Nossa Senhora da Piedade.
O artesanato é uma das formas mais espontâneas da expressão cultural cajazeirense. Em várias partes do município é possível encontrar uma produção artesanal diferenciada, criada de acordo com a cultura e o modo de vida local e feita com matérias-primas, como as tapeçarias, as rendas e o vidro. Alguns grupos, como a Associação das Louceiras do Bairro São José, reúnem diversos artesãos da região, disponibilizando espaço para confecção, exposição e venda dos produtos artesanais. Normalmente essas peças são vendidas em feiras, exposições ou lojas de artesanato.
No teatro, Cajazeiras possui o Teatro Íracles Pires, uma das principais casas de espetáculos da Paraíba. Foi inaugurado em 26 de janeiro de 1985, é vinculado à Fundação Espaço Cultural da Paraíba (Funesc) e sedia eventos como debates, feiras, mostras e oficinas de artes. É nesse teatro onde é realizado a Festival Estadual de Teatro de Cajazeiras, o chamado Cajazeirato, que ocorre desde 2006 nos dias 19, 20 e 21 de novembro de cada ano e é realizado pela Associação Cajazeirense de Teatro em parceria com a prefeitura municipal e outros órgãos. Seu nome é uma homenagem à teatróloga Íracles Pires Ferreira.
Além do festival de teatro, outros eventos realizados no município são o Carnaval, a Mostra de Cultura Cajazeirense, festa da padroeira Nossa Senhora da Piedade e a festa de emancipação política. Dentre os atrativos turísticos estão a Biblioteca Pública Municipal Doutor Castro Pinto, a antiga estação ferroviária, a Estátua do Cristo Redentor, a Igreja Matriz de Nossa Senhora de Fátima, a Igreja de São João Bosco e o Teatro Íracles Pires.
O primeiro clube de futebol de Cajazeiras foi o Pitaguares Football Club, fundado em 1923 pelo jovem Antonio de Andrade Carneiro. Cinco anos depois, foi criada a Liga Cajazeirense de Desportos. Em 1938, a seleção cajazeirense obteve a primeira classificação em um campeonato de futebol do sertão da Paraíba. Em 1948, foi inaugurado o Estádio Higino Pires Ferreira e, no mesmo ano, foi fundado o Atlético Cajazeirense de Desportos, que já conquistou os títulos de vice-campeão do Campeonato Paraibano de Futebol de 1994, campeão estadual de 2002 e vice-campeão no ano seguinte. Outro time de futebol existente e sediado no município é o Paraíba Esporte Clube, criado em 7 de julho de 2005 e consagrado campeão da segunda divisão do Campeonato Paraibano de Futebol de 2011. Cajazeiras conta com o Estádio Perpétuo Corrêa Lima, o Perpetão, que foi construído em um terreno doado pela prefeitura ao governo do estado e inaugurado em 27 de janeiro de 1985, sendo considerado como o terceiro maior estádio de futebol do estado da Paraíba. No tênis de mesa, o município conta com o Cajazeiras Tênis Clube, sediado na primeira residência construída em Cajazeiras. Outros esportes praticados e com grande desempenho são o atletismo, o caratê e o futsal.